# Hyperaeschra
Hyperaeschra là một chi bướm đêm thuộc họ Notodontidae.

## Các loài tiêu biểu
- Hyperaeschra georgica (Herrich-Schäffer, 1855)
- Hyperaeschra tortuosa Tepper, 1881
- Hyperaeschra pallida Butler, 1882